# Amstel Gold Race femminile
L'Amstel Gold Race è una corsa in linea femminile di ciclismo su strada che si tiene ad aprile nei Paesi Bassi. Organizzata per la prima volta nel 2001, nel 2003 fece parte del calendario della Coppa del mondo su strada femminile. Successivamente non fu riproposta per 14 anni. Dal 2017 è tornata ad essere corsa entrando a far parte del calendario dello Women's World Tour.
È l'equivalente femminile dell'omonima corsa maschile e si svolge anch'essa nei dintorni di Valkenburg aan de Geul, poche ore prima della gara maschile.

## Albo d'oro
Aggiornato all'edizione 2025.
| Anno      | Vincitrice                            | Seconda                               | Terza                                     |
| --------- | ------------------------------------- | ------------------------------------- | ----------------------------------------- |
| 2001      | Debby Mansveld                        | Mirjam Melchers                       | Leontien van Moorsel                      |
| 2002      | Leontien van Moorsel                  | Mirjam Melchers                       | Katherine Bates                           |
| 2003      | Nicole Cooke                          | Olivia Gollan                         | Edita Pučinskaitė                         |
| 2004-2016 | Non disputata                         | Non disputata                         | Non disputata                             |
| 2017      | Anna van der Breggen                  | Elizabeth Deignan                     | Katarzyna Niewiadoma Annemiek van Vleuten |
| 2018      | Chantal Blaak                         | Lucinda Brand                         | Amanda Spratt                             |
| 2019      | Katarzyna Niewiadoma                  | Annemiek van Vleuten                  | Marianne Vos                              |
| 2020      | annullata per la Pandemia di COVID-19 | annullata per la Pandemia di COVID-19 | annullata per la Pandemia di COVID-19     |
| 2021      | Marianne Vos                          | Demi Vollering                        | Annemiek van Vleuten                      |
| 2022      | Marta Cavalli                         | Demi Vollering                        | Liane Lippert                             |
| 2023      | Demi Vollering                        | Lotte Kopecky                         | Shirin van Anrooij                        |
| 2024      | Marianne Vos                          | Lorena Wiebes                         | Ingvild Gåskjenn                          |
| 2025      | Mischa Bredewold                      | Ellen van Dijk                        | Puck Pieterse                             |

## Statistiche

### Vittorie per nazione
Aggiornato all'edizione 2025.
| Pos. | Paese         | Vittorie |
| ---- | ------------- | -------- |
| 1    | Paesi Bassi   | 8        |
| 2    | Italia        | 1        |
| 2    | Polonia       | 1        |
| 2    | Gran Bretagna | 1        |